# Квятково (Мазовецьке воєводство)
Квятково (пол. Kwiatkowo) — село в Польщі, у гміні Хожеле Пшасниського повіту Мазовецького воєводства.
Населення — 44 особи (2011).
У 1975-1998 роках село належало до Остроленцького воєводства.

## Демографія
Демографічна структура станом на 31 березня 2011 року:
|          | Загалом | Допрацездатний вік | Працездатний вік | Постпрацездатний вік |
| -------- | ------- | ------------------ | ---------------- | -------------------- |
| Чоловіки | 24      | 3                  | 13               | 8                    |
| Жінки    | 20      | 7                  | 7                | 6                    |
| Разом    | 44      | 10                 | 20               | 14                   |